# Elezioni parlamentari a Mauritius del 2019
Le elezioni parlamentari a Mauritius del 2019 si sono tenute il 7 novembre per il rinnovo dell'Assemblea nazionale.
Le opposizioni hanno denunciato alcune irregolarità nelle operazioni di voto, presentando vari ricorsi alla Corte suprema.

## Risultati
| Liste                                     | Voti      | %     | Seggi |
| ----------------------------------------- | --------- | ----- | ----- |
| Alleanza Mauriziana (MSM - ML - MAG - PM) | 805.036   | 37,68 | 42    |
| Alleanza Nazionale (PTR - PMSD - MJCB)    | 699.807   | 32,76 | 17    |
| Movimento Militante Mauriziano            | 439.402   | 20,57 | 9     |
| Partito Riformista                        | 30.350    | 1,42  | -     |
| Organizzazione del Popolo Rodrighese      | 20.777    | 0,97  | 2     |
| Parti Kreol Morisien                      | 19.302    | 0,90  | -     |
| 100 Citoyens                              | 19.199    | 0,90  | -     |
| Fronte Solidarietà Mauriziana             | 12.898    | 0,60  | -     |
| Partito Mauriziano Social Democratico     | 10.975    | 0,51  | -     |
| Altri <0,50%                              | 46.155    | 2,16  | -     |
| Indipendenti                              | 32.512    | 1,52  | -     |
| Totale                                    | 2.136.413 | 100   | 70    |
| Voti validi                               | 718.398   | 99,06 |       |
| Voti non validi                           | 6.838     | 0,94  |       |
| Votanti                                   | 725.236   | 100   |       |